# Parque Nacional de Nikkō

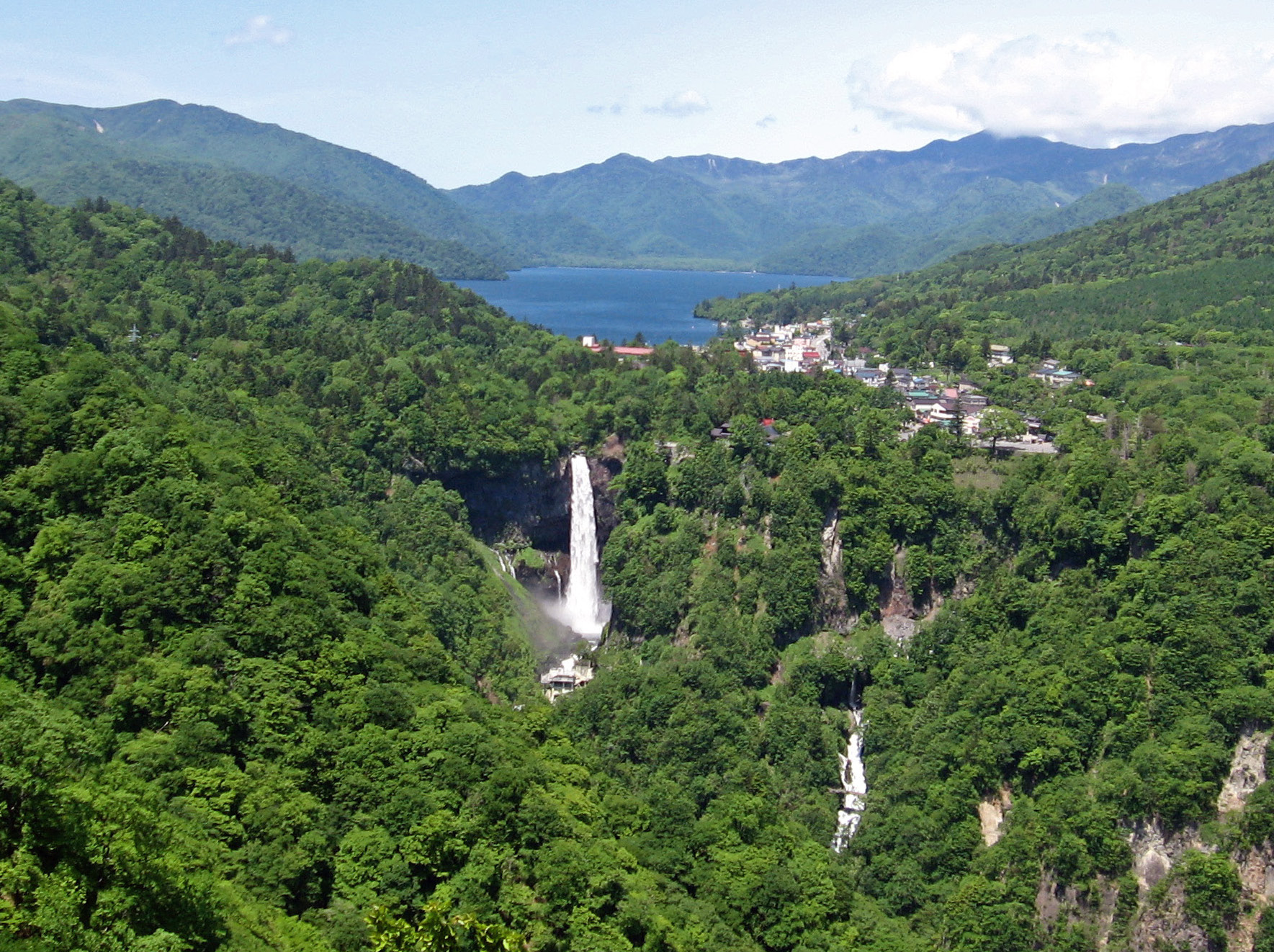
As Cataratas de Kegon e Lago Chuzenji.

O Parque Nacional de Nikkō (日光国立公園, Nikkō Kokuritsu Kōen) é um parque nacional na região de Kanto, na ilha principal de Honshu, Japão. O parque se espalha sobre quatro províncias: Tochigi, Gunma, Fukushima e Niigata, e foi fundado em 1934.

## História
A fundação do Parque Nacional de Nikko data do início do século XX. A Dieta do Japão designou Nikko um parque imperial (帝国公園, teikoku kōen) em 1911. A Lei dos Parques Nacionais foi aprovada em 1931 e o Parque Nacional de Nikko foi fundado em 1934. O parque foi expandido durante o século XX. O Parque Nacional de Oze já foi parte do Parque Nacional de Nikko mas se tornou um parque nacional separado em 2007.

## Descrição
O parque é considerado um dos mais bonitos no Japão e é um destino turístico popular. Além de sua paisagem marcante, o parque é famoso pelos seus templos xintoístas e budistas históricos, sendo os mais notáveis o Nikkō Tōshō-gū e o Rinnō-ji. Eles são designados como patrimônios mundiais da UNESCO como uns dos "Santuários e Templos de Nikko".

## Locais famosos
- Nikkō Tōshō-gū, um templo xintoísta, Nikkō, Tochigi
- Rinnō-ji, um templo budista, Nikkō
- Lago Chuzenji, 11,62 km², um lago, Nikkō
- Cataratas de Kegon, 97 metros, uma das três cachoeiras mais altas do Japão
- Cataratas de Ryūzu, 60 metros, uma dupla de cachoeiras
- Monte Nantai, 2 486 metros, surge acima do Lago Chuzenji
- Monte Nikkō-Shirane, 2 578 metros, um vulcão

## Flora
O Parque Nacional de Nikko é famosos pela quantidade de espécies de plantas e árvores, incluindo o mizu-bashō, o repolho-de-gambá-branco do pântano de Ozegahara, acer, abeto e sugi, e cedro japonês que aparece nas estradas ao redor de Nikko.

## Recreação
O Parque Nacional de Nikko é um destino popular para caminhada, esqui, acampamento, golfe e pelos vários resorts de águas termais onsen históricos.